# Garac
Garac est une commune française située dans le département de la Haute-Garonne, en région Occitanie. Sur le plan historique et culturel, la commune est dans le pays de Rivière-Verdun, un petit pays d'élection de l'est de la Gascogne, à l'écart des grandes voies de communication, et s'étageant sur les terrasses de la rive gauche de la Garonne, entre la vallée de la Save et la Lomagne, et se prolongeant en Gascogne toulousaine.
Exposée à un climat océanique altéré, elle est drainée par l'Arsène, le Cédat et par divers autres petits cours d'eau.
Garac est une commune rurale qui compte 167 habitants en 2022, après avoir connu un pic de population de 485 habitants en 1793. Elle fait partie de l'aire d'attraction de Toulouse. Ses habitants sont appelés les Garacois ou  Garacoises.

## Géographie

### Localisation
La commune de Garac se trouve dans le département de la Haute-Garonne, en région Occitanie.
Elle se situe à 30 km à vol d'oiseau de Toulouse, préfecture du département, et à 16 km de Léguevin, bureau centralisateur du canton de Léguevin dont dépend la commune depuis 2015 pour les élections départementales.
La commune fait en outre partie du bassin de vie de Cadours.
Les communes les plus proches sont : 
Vignaux (1,8 km), Caubiac (2,6 km), Bellegarde-Sainte-Marie (3,0 km), Le Grès (3,7 km), Encausse (4,1 km), Le Castéra (4,5 km), Sainte-Livrade (4,8 km), Cadours (5,2 km).
Sur le plan historique et culturel, Garac fait partie du pays de Rivière-Verdun, un petit pays d'élection de l'est de la Gascogne sis à l'écart des grandes voies de communication. Ce territoire s'étage sur les terrasses de la rive gauche de la Garonne, entre la vallée de la Save et la Lomagne, et se prolonge plein est en Gascogne toulousaine.
Garac est limitrophe de cinq autres communes.
Les communes limitrophes sont  Bellegarde-Sainte-Marie, Caubiac, Le Grès, Thil et Vignaux.
| Caubiac | Le Grès | Thil                    |
| Vignaux | Garac   |                         |
|         |         | Bellegarde-Sainte-Marie |

### Géologie et relief
La superficie de la commune est de 605 hectares ; son altitude varie de 150  à   274 mètres.

### Hydrographie

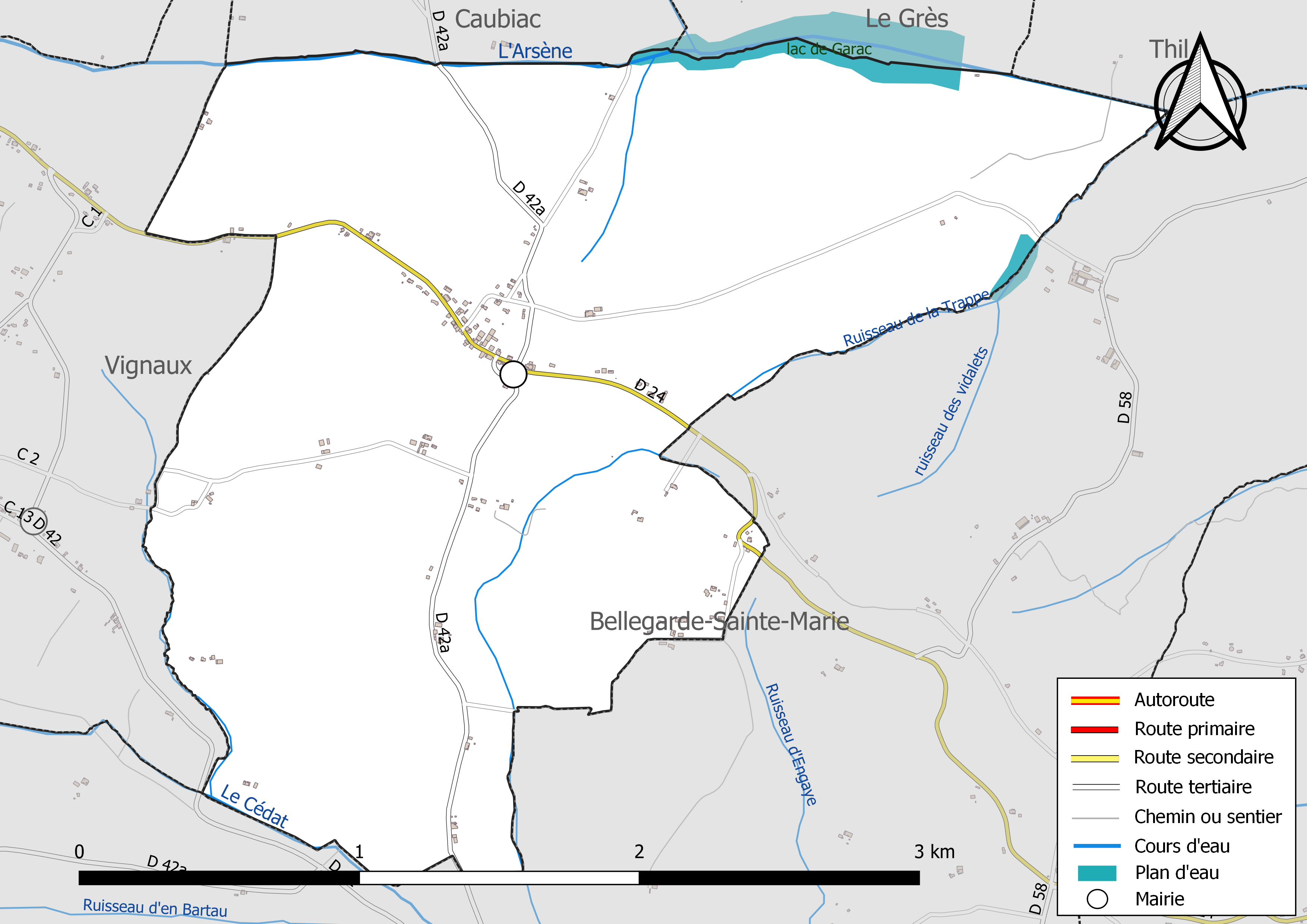
Réseaux hydrographique et routier de Garac.

La commune est dans le bassin de la Garonne, au sein du bassin hydrographique Adour-Garonne. Elle est drainée par l'Arsène, le Cédat, le ruisseau de la Trappe et par divers petits cours d'eau, constituant un réseau hydrographique de 5 km de longueur totale,.
L'Arsène, d'une longueur totale de 14,1 km, prend sa source dans la commune d'Encausse (32) et s'écoule d'ouest en est. Il traverse la commune et se jette dans La Save à Montaigut-sur-Save, après avoir traversé 10 communes.

### Climat
Pour des articles plus généraux, voir Climat de l'Occitanie et Climat de la Haute-Garonne.
En 2010, le climat de la commune est de type climat du Bassin du Sud-Ouest, selon une étude s'appuyant sur une série de données couvrant la période 1971-2000. En 2020, Météo-France publie une typologie des climats de la France métropolitaine dans laquelle la commune est exposée à un climat océanique altéré et est dans la région climatique Aquitaine, Gascogne, caractérisée par une pluviométrie abondante au printemps, modérée en automne, un faible ensoleillement au printemps, un été chaud (19,5 °C), des vents faibles, des brouillards fréquents en automne et en hiver et des orages fréquents en été (15 à 20 jours).
Pour la période 1971-2000, la température annuelle moyenne est de 13,5 °C, avec une amplitude thermique annuelle de 15,8 °C. Le cumul annuel moyen de précipitations est de 737 mm, avec 9,9 jours de précipitations en janvier et 5,7 jours en juillet. Pour la période 1991-2020, la température moyenne annuelle observée sur la station météorologique la plus proche, située sur la commune de Blagnac à 25 km à vol d'oiseau, est de 14,2 °C et le cumul annuel moyen de précipitations est de 627,0 mm,. Pour l'avenir, les paramètres climatiques de la commune estimés pour 2050 selon différents scénarios d'émission de gaz à effet de serre sont consultables sur un site dédié publié par Météo-France en novembre 2022.

### Milieux naturels et biodiversité
Aucun espace naturel présentant un intérêt patrimonial n'est recensé sur la commune dans l'inventaire national du patrimoine naturel,,.

## Urbanisme

### Typologie
Au 1er janvier 2024, Garac est catégorisée commune rurale à habitat dispersé, selon la nouvelle grille communale de densité à sept niveaux définie par l'Insee en 2022.
Elle est située hors unité urbaine. Par ailleurs la commune fait partie de l'aire d'attraction de Toulouse, dont elle est une commune de la couronne,. Cette aire, qui regroupe 527 communes, est catégorisée dans les aires de 700 000 habitants ou plus (hors Paris),.

### Voies de communication et transports
- Par la route : la D24 permet de rejoindre Encausse (la route sera ensuite classée D116) et Bellegarde-Sainte-Marie et le Castéra ou encore Vignaux si l'on tourne à gauche (en direction Encausse) pour prendre la D42, et si l'on tourne à gauche en direction Bellegarde-Sainte-Marie pour prendre la D58 et rejoindre Thil. La D42a permet aussi de rejoindre Caubiac, au nord, et Sainte-Livrade, au sud, en tournant à droite pour prendre la D58.
- Par l'autocar : le réseau départemental Arc-en-Ciel.
- Par le train : la gare de Mérenvielle est la plus proche du village.
- Par l'avion : l'aéroport international de Toulouse-Blagnac.

### Risques majeurs
Le territoire de la commune de Garac est vulnérable à différents aléas naturels : météorologiques (tempête, orage, neige, grand froid, canicule ou sécheresse), inondations et séisme (sismicité très faible). Un site publié par le BRGM permet d'évaluer simplement et rapidement les risques d'un bien localisé soit par son adresse soit par le numéro de sa parcelle.
Certaines parties du territoire communal sont susceptibles d’être affectées par le risque d’inondation par débordement de cours d'eau, notamment l'Arsène. La commune a été reconnue en état de catastrophe naturelle au titre des dommages causés par les inondations et coulées de boue survenues en 1982, 1999 et 2009,.

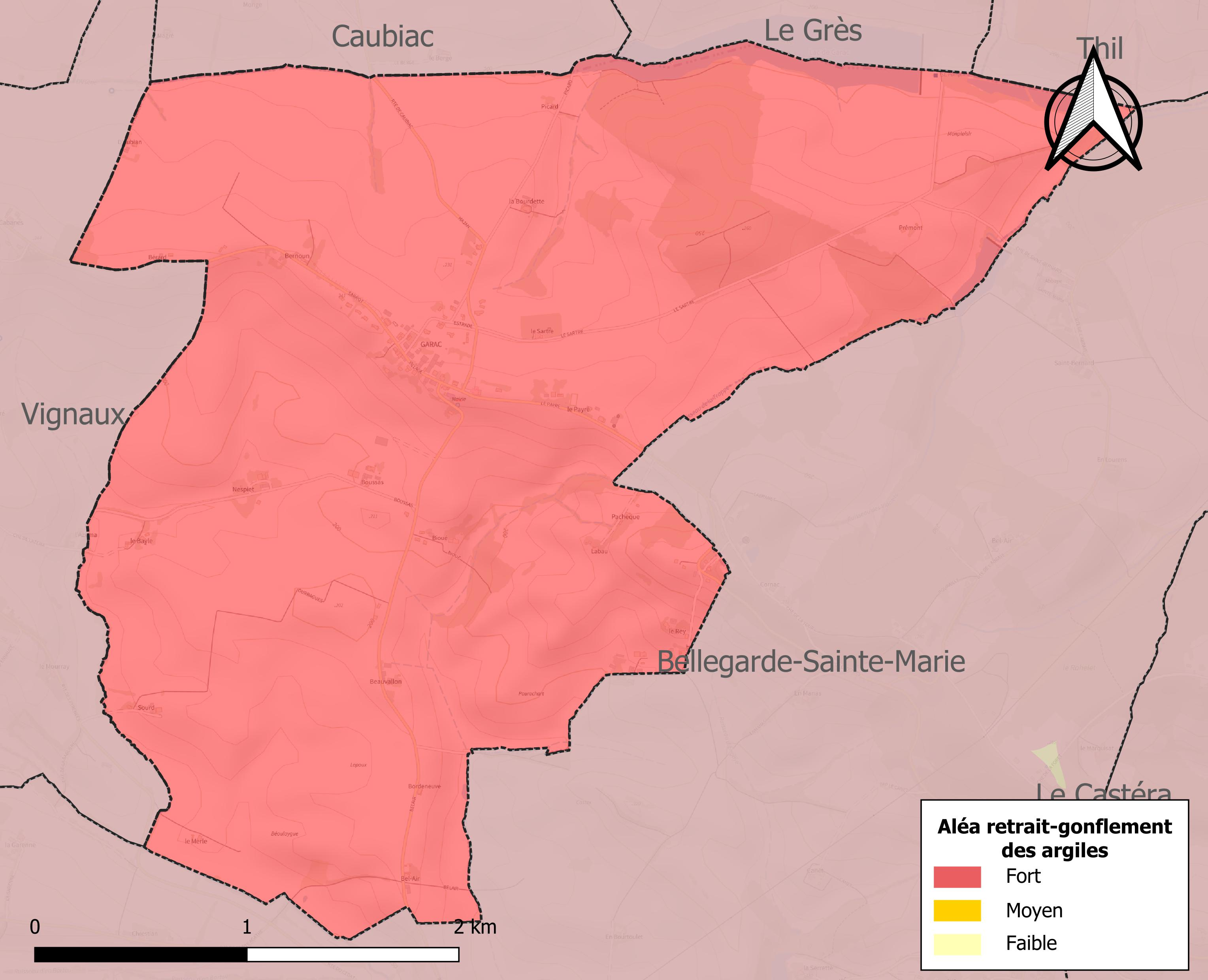
Carte des zones d'aléa retrait-gonflement des sols argileux de Garac.

Le retrait-gonflement des sols argileux est susceptible d'engendrer des dommages importants aux bâtiments en cas d’alternance de périodes de sécheresse et de pluie. La totalité de la commune est en aléa moyen ou fort (88,8 % au niveau départemental et 48,5 % au niveau national). Sur les 70 bâtiments dénombrés sur la commune en 2019, 70 sont en aléa moyen ou fort, soit 100 %, à comparer aux 98 % au niveau départemental et 54 % au niveau national. Une cartographie de l'exposition du territoire national au retrait gonflement des sols argileux est disponible sur le site du BRGM,.
Par ailleurs, afin de mieux appréhender le risque d’affaissement de terrain, l'inventaire national des cavités souterraines permet de localiser celles situées sur la commune.
Concernant les mouvements de terrains, la commune a été reconnue en état de catastrophe naturelle au titre des dommages causés par la sécheresse en 1989, 1993, 2003, 2011 et 2016 et par des mouvements de terrain en 1999.

## Toponymie
Le nom de la commune Garac vient du mot occitan Garac.

## Politique et administration

### Administration municipale
Le nombre d'habitants au recensement de 2017 étant compris entre 100 habitants et 499 habitants, le nombre de membres du conseil municipal pour l'élection de 2020 est de onze,.

### Rattachements administratifs et électoraux
Commune faisant partie de la sixième circonscription de la Haute-Garonne, de la communauté de communes des Hauts Tolosans et du canton de Léguevin (avant le redécoupage départemental de 2014, Garac faisait partie de l'ex-canton de Cadours) et avant le 1er janvier 2017 de la communauté de communes des Coteaux de Cadours.

### Liste des maires
| Période                                  | Période  | Identité   | Étiquette | Qualité       |
| ---------------------------------------- | -------- | ---------- | --------- | ------------- |
| juin 1995                                | En cours | Joël Melac | PS        | Fonctionnaire |
| Les données manquantes sont à compléter. |          |            |           |               |

## Population et société

### Démographie
L'évolution du nombre d'habitants est connue à travers les recensements de la population effectués dans la commune depuis 1793. Pour les communes de moins de 10 000 habitants, une enquête de recensement portant sur toute la population est réalisée tous les cinq ans, les populations de référence des années intermédiaires étant quant à elles estimées par interpolation ou extrapolation. Pour la commune, le premier recensement exhaustif entrant dans le cadre du nouveau dispositif a été réalisé en 2006.

En 2022, la commune comptait 167 habitants, en évolution de +5,7 % par rapport à 2016 (Haute-Garonne : +8,02 %, France hors Mayotte : +2,11 %).
| 1793 | 1800 | 1806 | 1821 | 1831 | 1836 | 1841 | 1846 | 1851 |
| ---- | ---- | ---- | ---- | ---- | ---- | ---- | ---- | ---- |
| 485  | 397  | 410  | 365  | 353  | 415  | 445  | 411  | 421  |

| 1856 | 1861 | 1866 | 1872 | 1876 | 1881 | 1886 | 1891 | 1896 |
| ---- | ---- | ---- | ---- | ---- | ---- | ---- | ---- | ---- |
| 398  | 358  | 332  | 279  | 282  | 268  | 267  | 242  | 238  |

| 1901 | 1906 | 1911 | 1921 | 1926 | 1931 | 1936 | 1946 | 1954 |
| ---- | ---- | ---- | ---- | ---- | ---- | ---- | ---- | ---- |
| 227  | 225  | 205  | 175  | 198  | 184  | 182  | 131  | 151  |

| 1962 | 1968 | 1975 | 1982 | 1990 | 1999 | 2006 | 2011 | 2016 |
| ---- | ---- | ---- | ---- | ---- | ---- | ---- | ---- | ---- |
| 148  | 134  | 118  | 112  | 123  | 157  | 164  | 172  | 158  |

| 2021 | 2022 | - | - | - | - | - | - | - |
| ---- | ---- | - | - | - | - | - | - | - |
| 160  | 167  | - | - | - | - | - | - | - |

| selon la population municipale des années : | 1968 | 1975 | 1982 | 1990 | 1999 | 2006 | 2009 | 2013 |
| Rang de la commune dans le département      | 403  | 421  | 397  | 421  | 383  | 411  | 414  | 416  |
| Nombre de communes du département           | 592  | 582  | 586  | 588  | 588  | 588  | 589  | 589  |

### Enseignement
Garac fait partie de l'académie de Toulouse.
L'éducation est assurée par un regroupement pédagogique intercommunal avec les communes de Bellegarde-Sainte-Marie et Le Castéra pour les classes de la maternelle au primaire.

### Activités sportives
Chasse, pétanque,

### Écologie et recyclage
La collecte et le traitement des déchets des ménages et des déchets assimilés ainsi que la protection et la mise en valeur de l'environnement se font dans le cadre de la communauté de communes des Coteaux de Cadours.
Une déchetterie est présente sur la commune de Cadours.

## Économie

### Emploi
|                | 2008  | 2013  | 2018  |
| -------------- | ----- | ----- | ----- |
| Commune        | 6,9 % | 1,8 % | 8,7 % |
| Département    | 7,7 % | 9,6 % | 9,3 % |
| France entière | 8,3 % | 10 %  | 10 %  |

En 2018, la population âgée de 15 à 64 ans s'élève à 99 personnes, parmi lesquelles on compte 83,7 % d'actifs (75 % ayant un emploi et 8,7 % de chômeurs) et 16,3 % d'inactifs,. Depuis 2008, le taux de chômage communal (au sens du recensement) des 15-64 ans est inférieur à celui de la France et du département.
La commune fait partie de la couronne de l'aire d'attraction de Toulouse, du fait qu'au moins 15 % des actifs travaillent dans le pôle,. Elle compte 29 emplois en 2018, contre 24 en 2013 et 17 en 2008. Le nombre d'actifs ayant un emploi résidant dans la commune est de 74, soit un indicateur de concentration d'emploi de 39,4 % et un taux d'activité parmi les 15 ans ou plus de 66,9 %.
Sur ces 74 actifs de 15 ans ou plus ayant un emploi, 12 travaillent dans la commune, soit 17 % des habitants. Pour se rendre au travail, 88,5 % des habitants utilisent un véhicule personnel ou de fonction à quatre roues, 9 % s'y rendent en deux-roues, à vélo ou à pied et 2,6 % n'ont pas besoin de transport (travail au domicile).

### Activités hors agriculture
13 établissements sont implantés  à Garac au 31 décembre 2019.
Le secteur du commerce de gros et de détail, des transports, de l'hébergement et de la restauration est prépondérant sur la commune puisqu'il représente 30,8 % du nombre total d'établissements de la commune (4 sur les 13 entreprises implantées  à Garac), contre 25,9 % au niveau départemental.

### Agriculture
La commune est dans les « Coteaux du Gers », une petite région agricole occupant une partie nord-ouest du département de la Haute-Garonne, caractérisée par une succession de coteaux peu accidentés, les surfaces cultivées étant entièrement dévolues aux grandes cultures. En 2020, l'orientation technico-économique de l'agriculture  sur la commune est la culture de céréales et/ou d'oléoprotéagineuses.
|               | 1988 | 2000  | 2010  | 2020  |
| ------------- | ---- | ----- | ----- | ----- |
| Exploitations | 19   | 13    | 9     | 10    |
| SAU (ha)      | 934  | 1 377 | 1 266 | 1 541 |

Le nombre d'exploitations agricoles en activité et ayant leur siège dans la commune est passé de 19 lors du recensement agricole de 1988  à 13 en 2000 puis à 9 en 2010 et enfin à 10 en 2020, soit une baisse de 47 % en 32 ans. Le même mouvement est observé à l'échelle du département qui a perdu pendant cette période 57 % de ses exploitations,. La surface agricole utilisée sur la commune a quant à elle augmenté, passant de 934 ha en 1988 à 1 541 ha en 2020. Parallèlement la surface agricole utilisée moyenne par exploitation a augmenté, passant de 49 à 154 ha.

## Culture locale et patrimoine

### Lieux et monuments
- Église Saint-Jean-Baptiste.

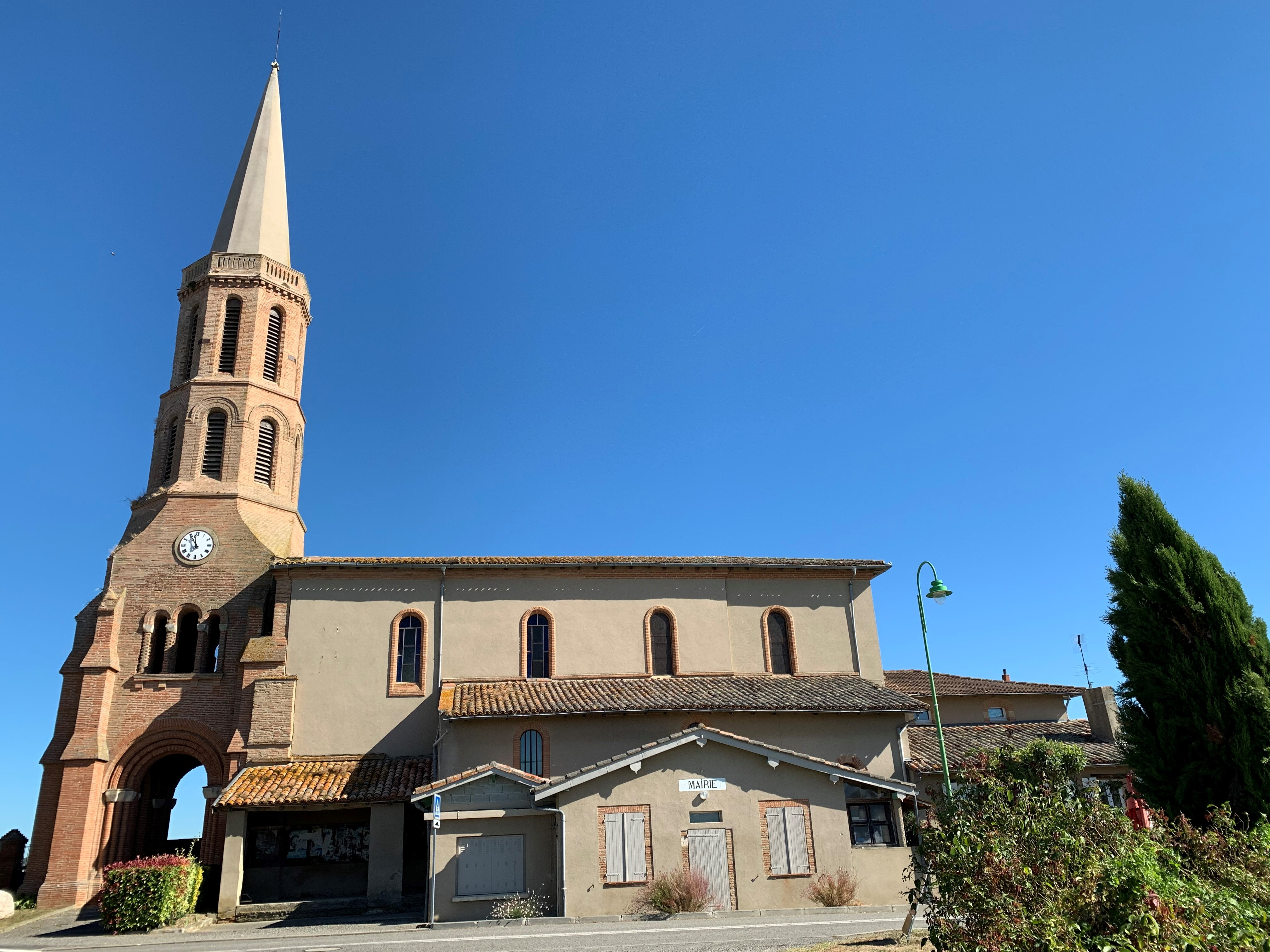
Église Saint-Jean-Baptiste
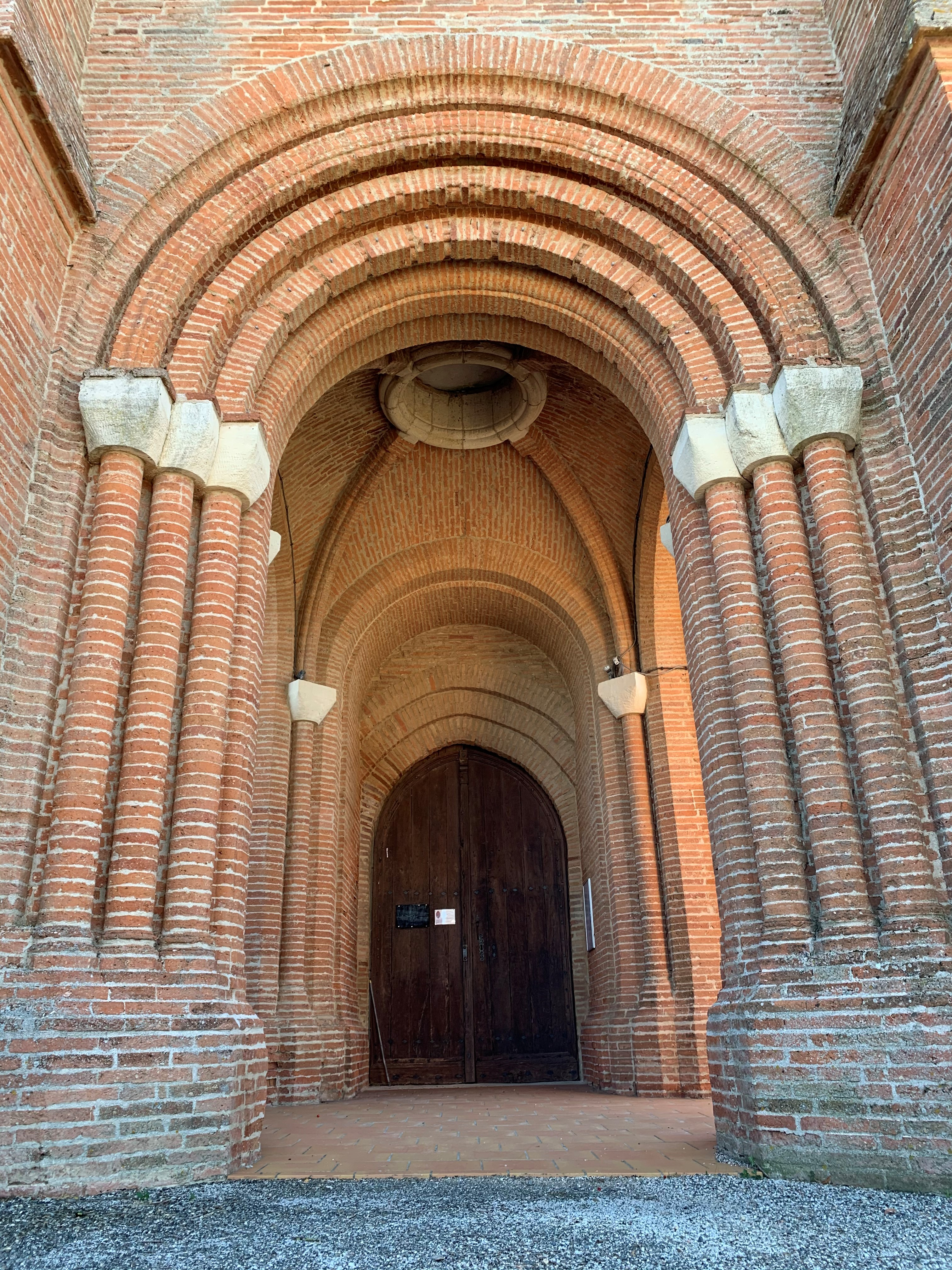
Son porche
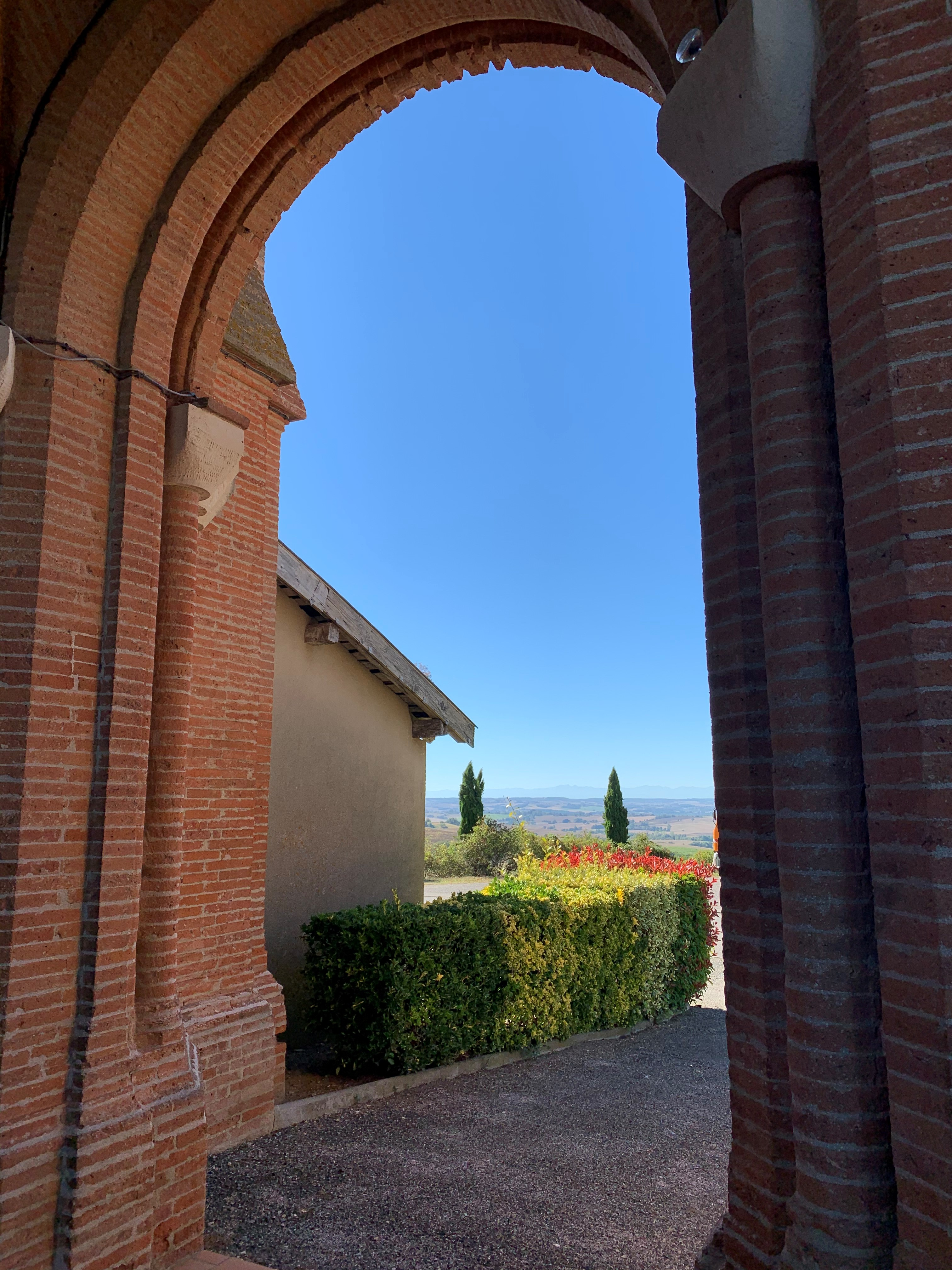
Vue sur les Pyrénées au sud

## Pour approfondir